# Airton
Airton – wieś w Anglii, w hrabstwie North Yorkshire, w dystrykcie (unitary authority) North Yorkshire. Leży 71 km na zachód od miasta York i 312 km na północny zachód od Londynu. W 2001 miejscowość liczyła 175 mieszkańców.